# Cucal-cauda-de-cobre
Cucal-cauda-de-cobre (Centropus cupreicaudus) é uma espécie de cucos da família Cuculidae.
Pode ser encontrada nos seguintes países: Angola, Botswana, República Democrática do Congo, Malawi, Namíbia, Tanzânia, Zâmbia e Zimbabwe.